# Karlova Ves (okres Rakovník)
Karlova Ves (Duits: Karlsdorf, Carlsdorf of Carlsdorf in Böhmen) is een Tsjechische gemeente in de regio Midden-Bohemen en maakt deel uit van het district Rakovník, ongeveer 16 km ten zuidoosten van de stad Rakovník en 15 km van Beroun.
Karlova Ves telt 136 inwoners.

## Geografie

### Natuurgebieden
Karlova Ves ligt midden tussen de beschermde natuurgebieden Křivoklátsko, Týřov en Emilovna. De gemeente bestaat voor 98% uit bos en is de grootste gemeente van Tsjechië.

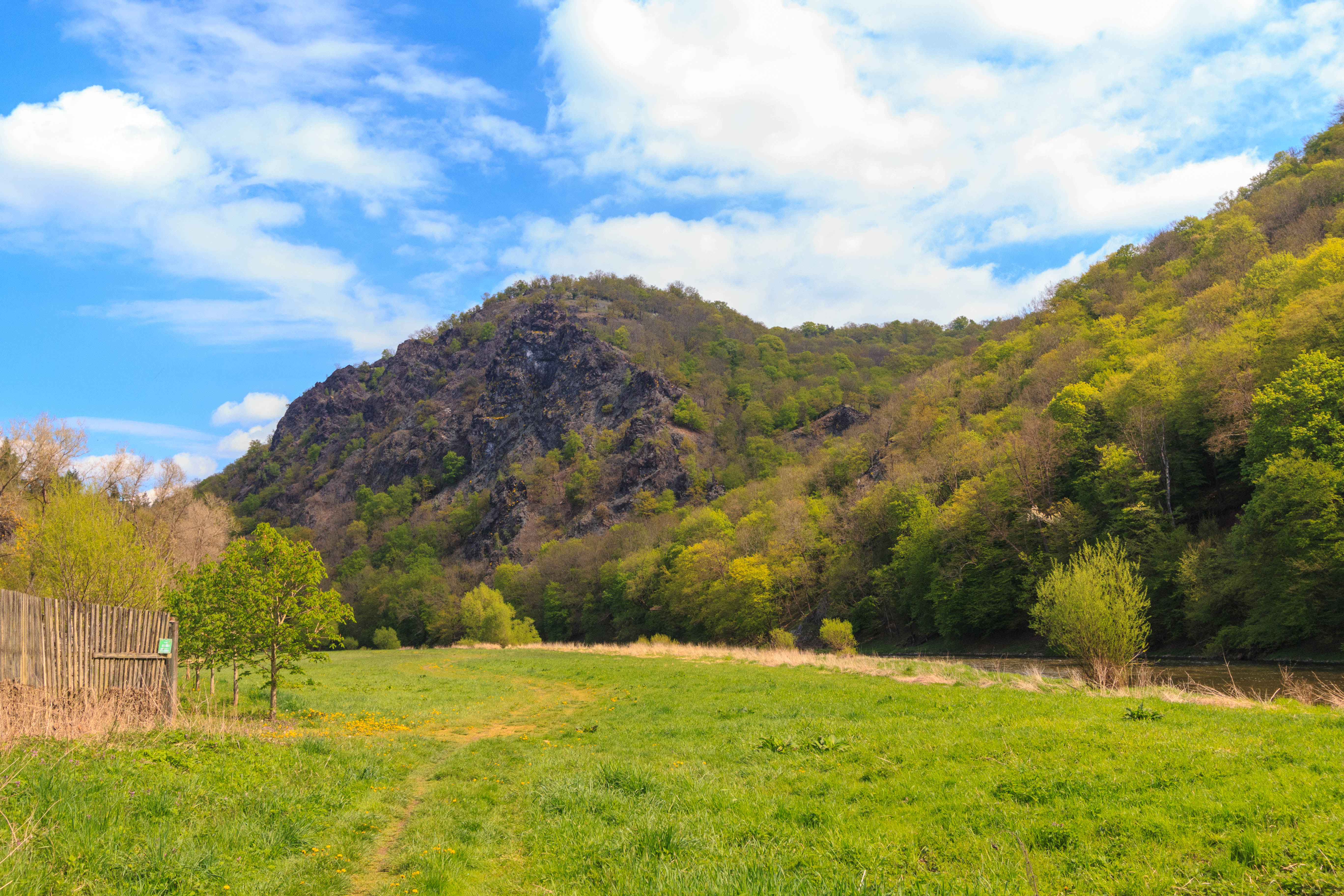
Heuvels in Týřov

Natuurreservaat Týřov bevat beschermde, uitgestrekte bosgebieden en de rotsen van Týřovice boven de rechteroever van de Berounkarivier. In het midden van het omheinde gebied staat een eeuwenoude sparrenboom met een herdenkingsmonument voor Sint-Gillis, met bovenaan de heilige afgebeeld en in het midden een jager.

Natuurgebied Emilovna is een aaneengesloten gebied, bestaande uit natuurlijke elementen die nodig zijn voor het beheer van de plaatselijke bossen en de jacht. Oorspronkelijk was Emilovna geen gebied maar een jachthuis uit het einde van de 18e eeuw. Het werd in 1863 verbouwd door Emil Egon van Fürstenberg (1825-1899), zoon van Karl Egon II van Fürstenberg (1796-1854), voor zijn echtgenote prinses Leontine van Khevenhüller-Metsch (1843-1914), die een hartstochtelijke jachtliefhebster was. Op de geschilderde gedenkplaat, die moeilijk leesbaar is en verschillende malen is overschreven, staat een tekst. Momenteel is het eigendom van het Tsjechische staatsbosbeheer, als recreatieplek voor hun werknemers, maar ook voor vakantiegangers.
Op 13 mei 2010 hebben Jerome Colloredo Mansfeld, Lesy ČR, s.p. en de Tsjechische bosbouwvereniging Křivoklát in het Emilovnagebied het 1e bosbouwpark in Tsjechië en Europa opgericht.

## Geschiedenis

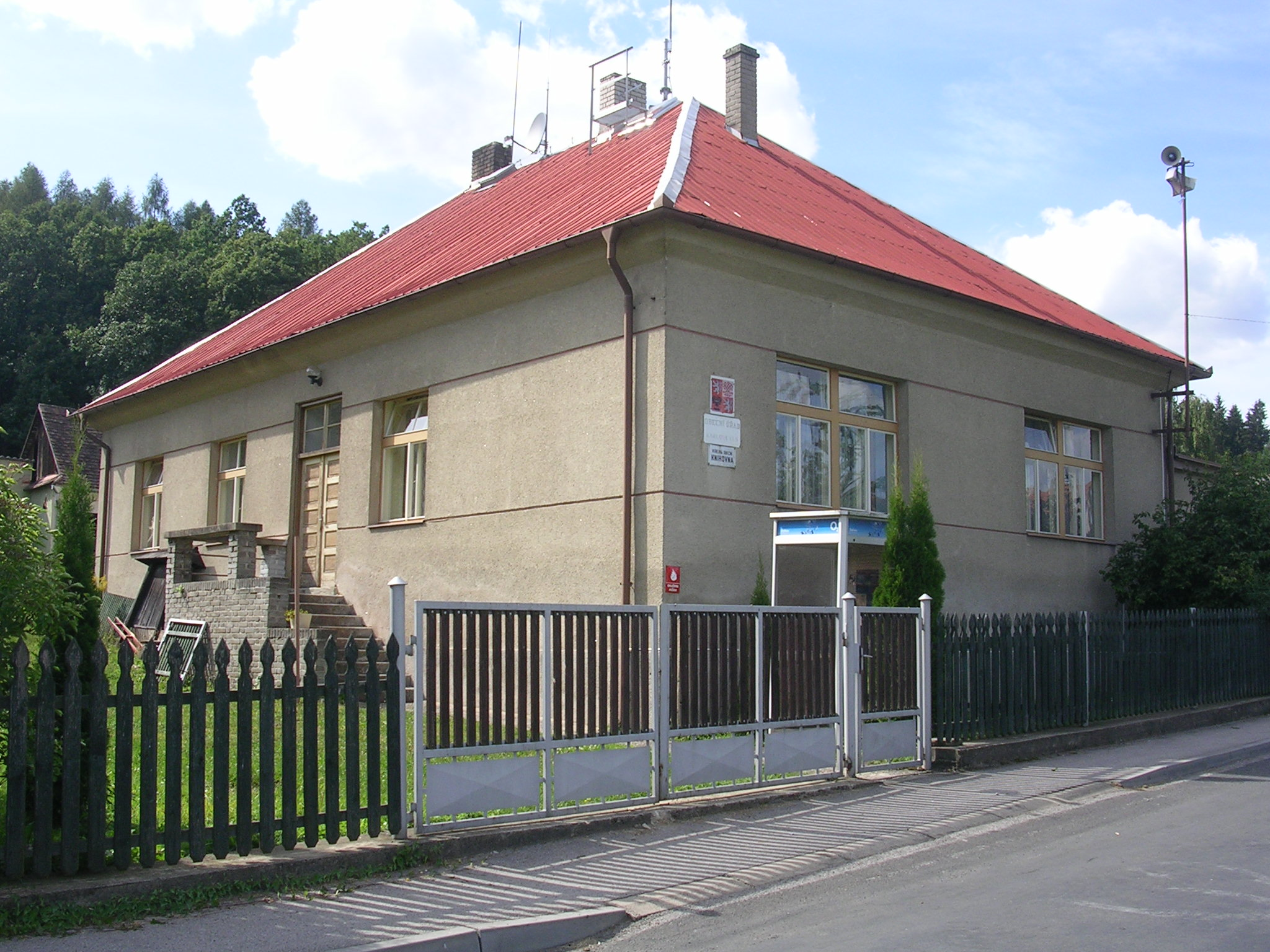
Gemeentehuis

Karlova Ves is een van de jongste nederzettingen van Tsjechië. Het dorp werd gesticht vanuit de nederzetting U Buku, op aandringen van Prins Karel Egon II van Fürstenberg (1796-1854). In eerste instantie werden 26 huizen gebouwd aan beide zijden van de weg, nabij de steenbakkerij van de prins, waar kolonisten uit Nezabudice, Žloukovice en Všetaty introkken. De meeste van hen waren houtbewerkers en landarbeiders.

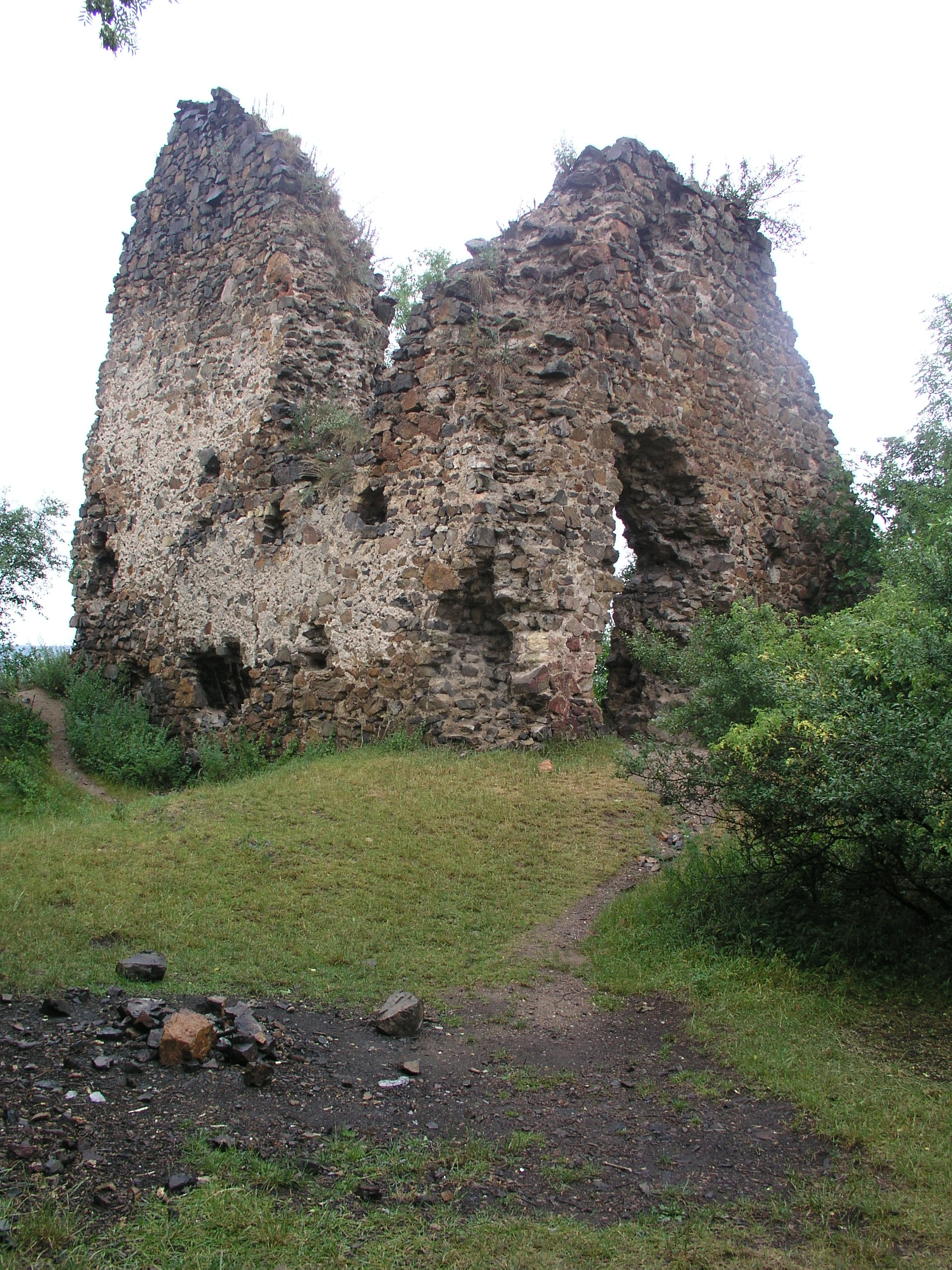
Restanten van het voormalige kasteel

In de tweede helft van de 19e eeuw en aan het begin van de 20e eeuw viel het dorp, dat toen Karloves heette, onder de gemeente Broumy. Later werd Karlova Ves een zelfstandige gemeente. Van 1 januari 1980 tot 23 november 1990 maakte het dorp deel uit van de gemeente Křivoklát - daarna is Karlova Ves weer zelfstandig geworden.
Van de 13e tot de 16e eeuw stond er een kasteel in het dorp.

## Verkeer en vervoer

### Spoorlijnen
Er is geen spoorlijn of station in (de buurt van) het dorp.

### Buslijnen

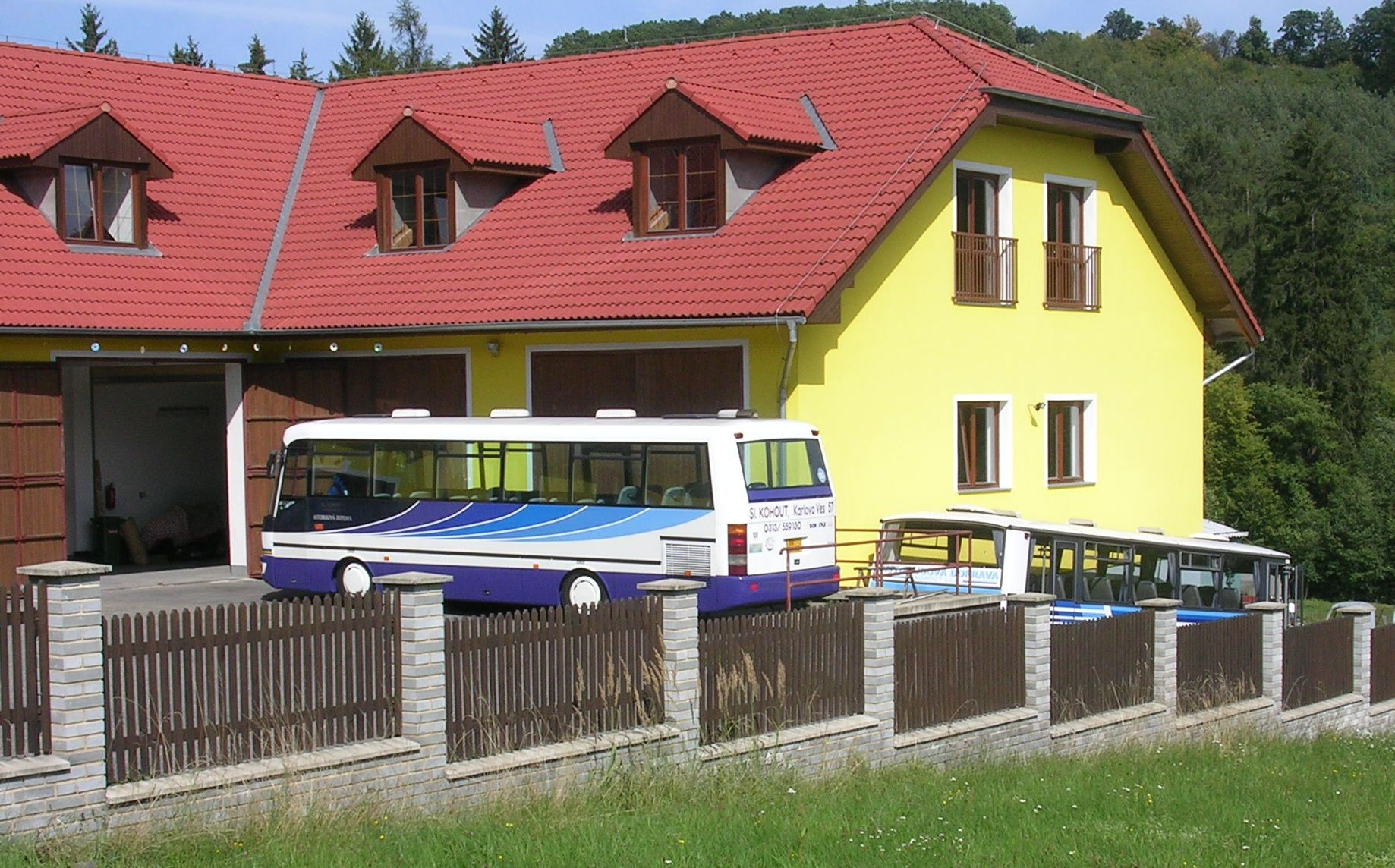
Hoofdkantoor en depot van Autobusová doprava Kohout s. r. o.

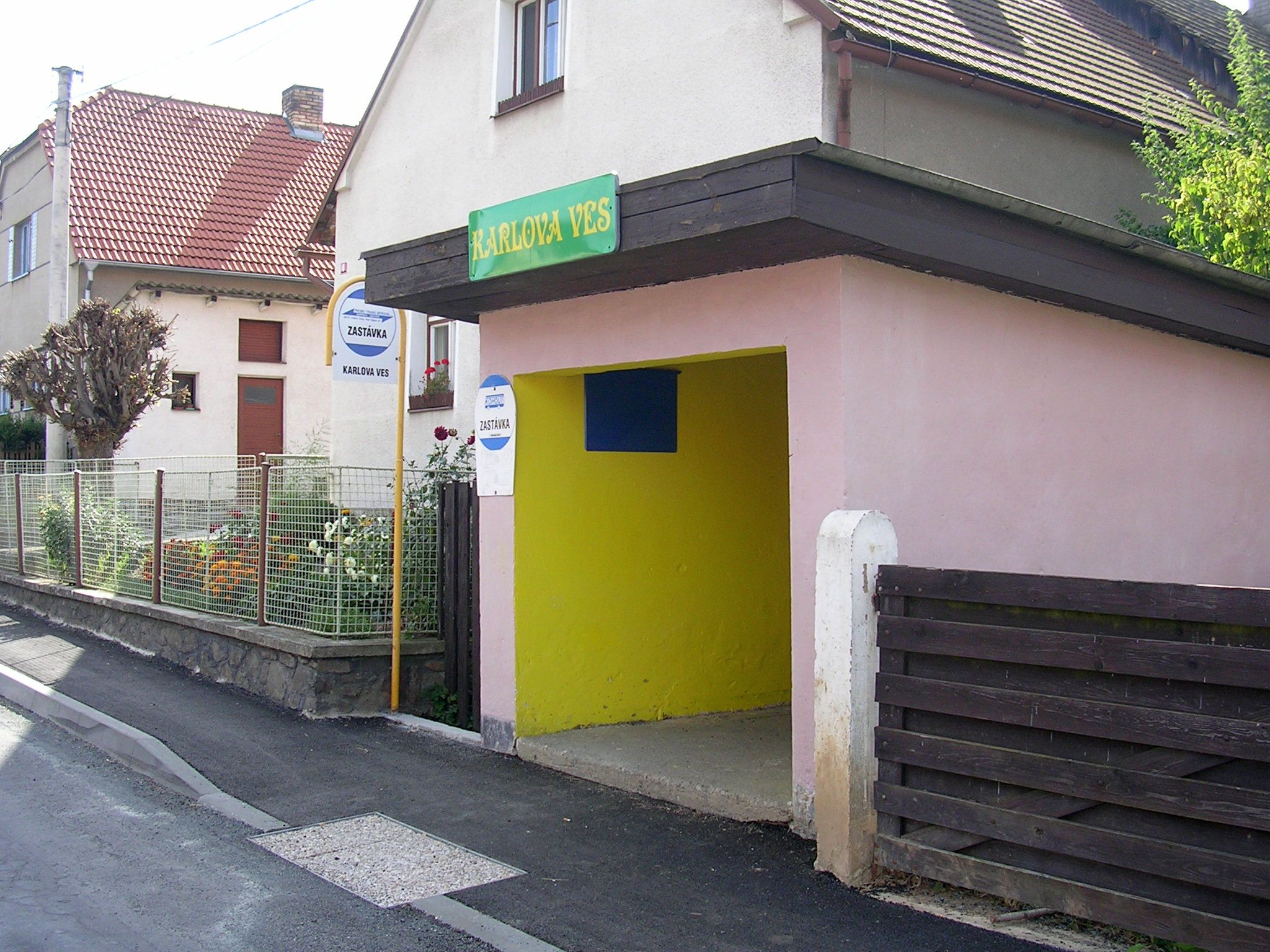
Bushalte in het dorp

De volgende buslijnen halteren in het dorp:
- Lijn ??? Beroun - Kublov - Branov (2 keer per werkdag) - vervoerder: PROBO BUS a. s.
- Lijn ??? Křivoklát - Roztoky - Karlova Ves - Branov (2 keer per werkdag) - vervoerder: Autobusová doprava Kohout s. r. o.

Het hoofdkantoor en depot van regionale vervoerder Autobusová doprava Kohout s. r. o. is gevestigd in Karlova Ves.

## Bezienswaardigheden

### Villa nr. 41

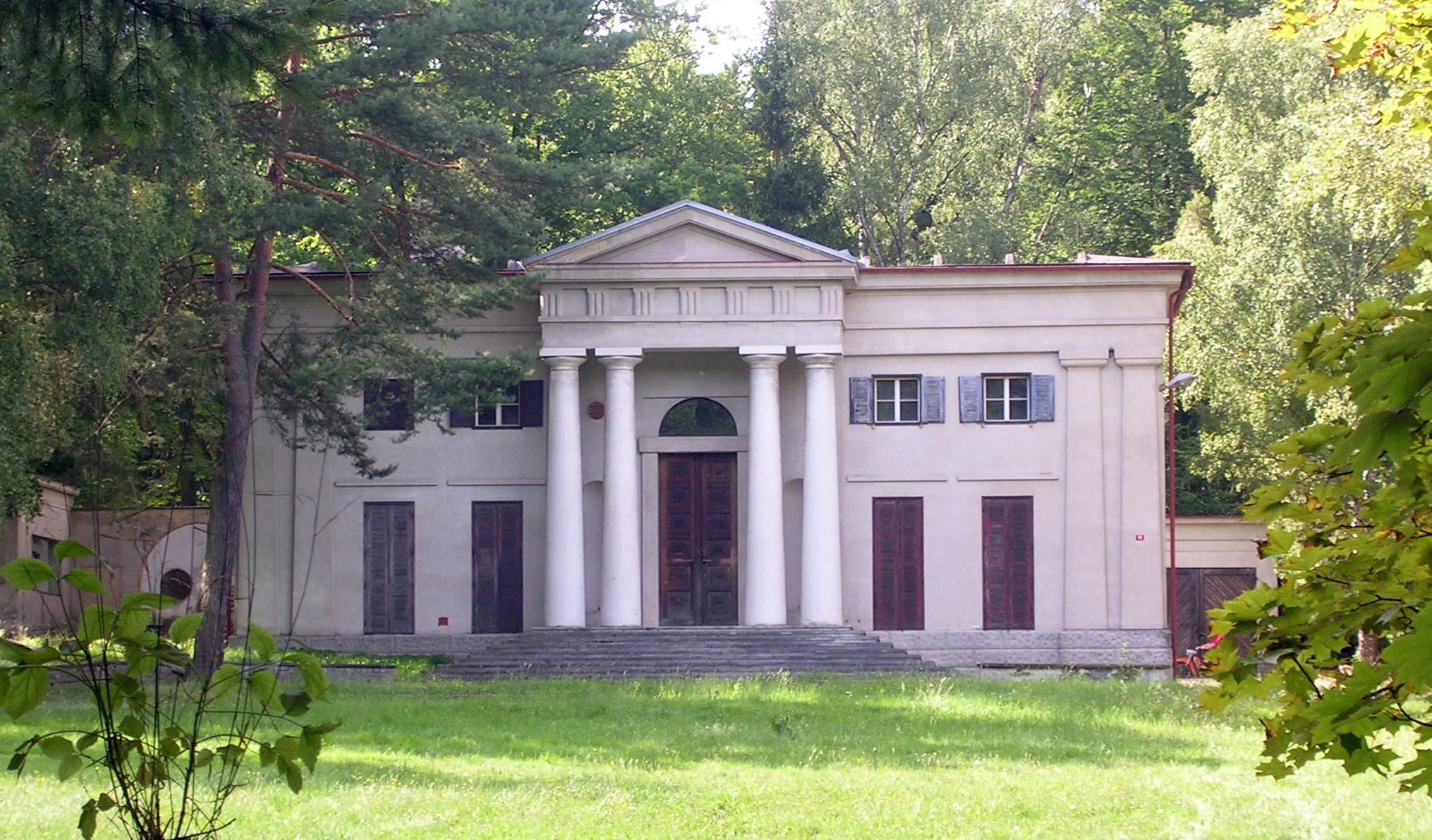
Villa nr. 41

Villa nr. 41 is een opvallende villa op het platteland van Karlova Ves, gebouwd in empirestijl. De villa was eigendom van Milada Dvořáková, de echtgenote van de algemeen directeur van de Kooperativa Gospodarcze Cooperativa, die ook de eerste echtgenote was van de in 1923 overleden dichter Antonín Macek. De bouw van de villa, waarin Milada Dvořáková enkele miljoenen investeerde, verschafte de bevolking van het dorp en het omliggende gebied gedurende enkele jaren werkgelegenheid. De bouw van de villa werd uitgevoerd door bouwonderneming Cikán uit Praag en is ontworpen door de zoon van bouwer Dr. Zdeněk Macek. De voorgevel bestaat uit een timpaan, vier zuilen aan de zijkanten van de deur en vier vensterassen. Er is een grote tuin rondom de villa. Tijdens het communistische tijdperk werd de villa naar verluidt beheerd door de eigenaren van de Nosekmijn. De villa is tegenwoordig in privébezit.

### Driekogelmonument
Op de plaats van dit monument werden in de 19e eeuw drie kanonskogels gevonden, waarschijnlijk uit de Dertigjarige Oorlog. De familie Fürstenberg liet drie grote stenen ballen maken om deze gebeurtenis te herdenken. Tegenwoordig zijn er echter betonnen replica's te zien.

## Galerij

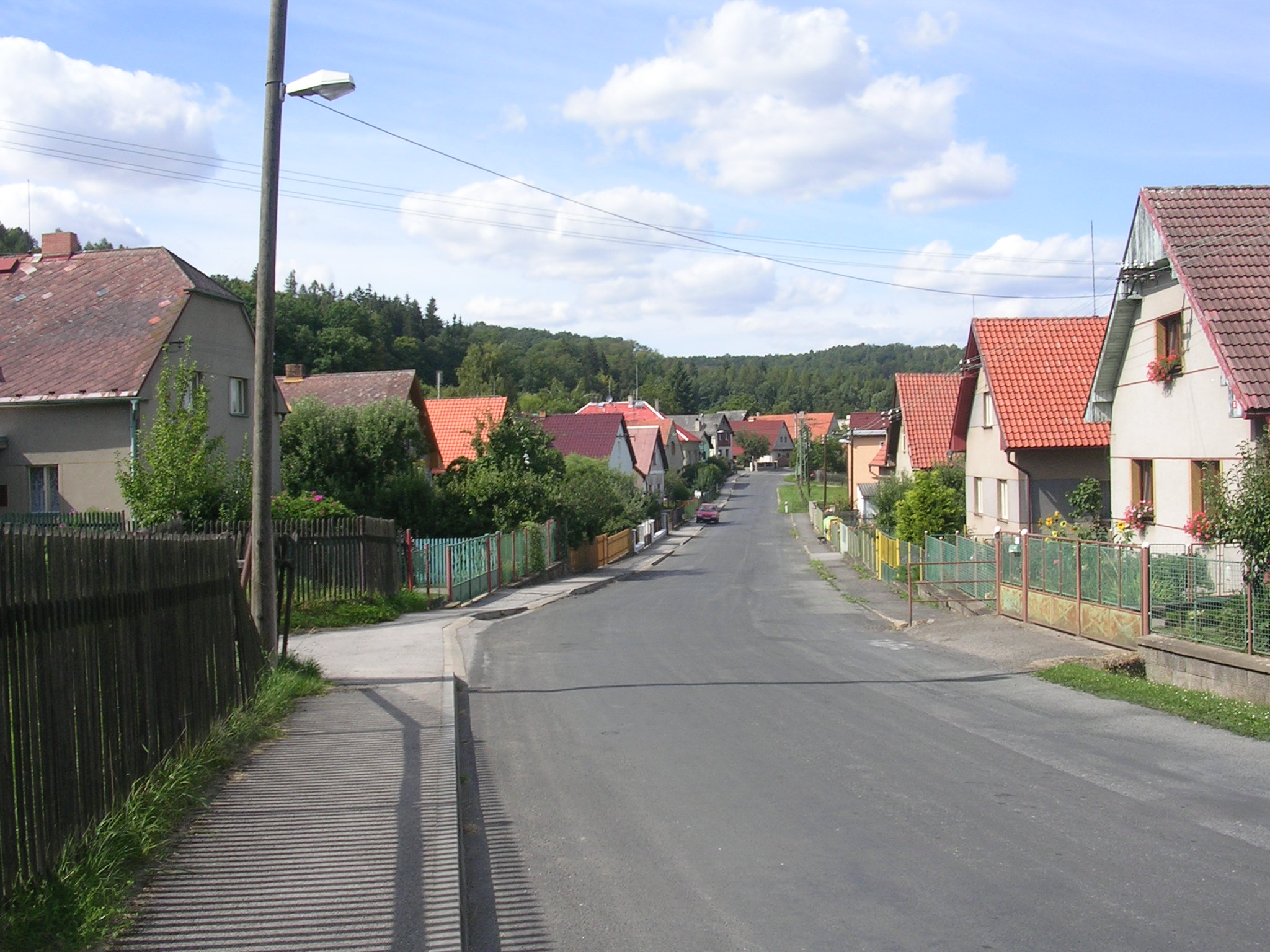
Straat in Karlova Ves
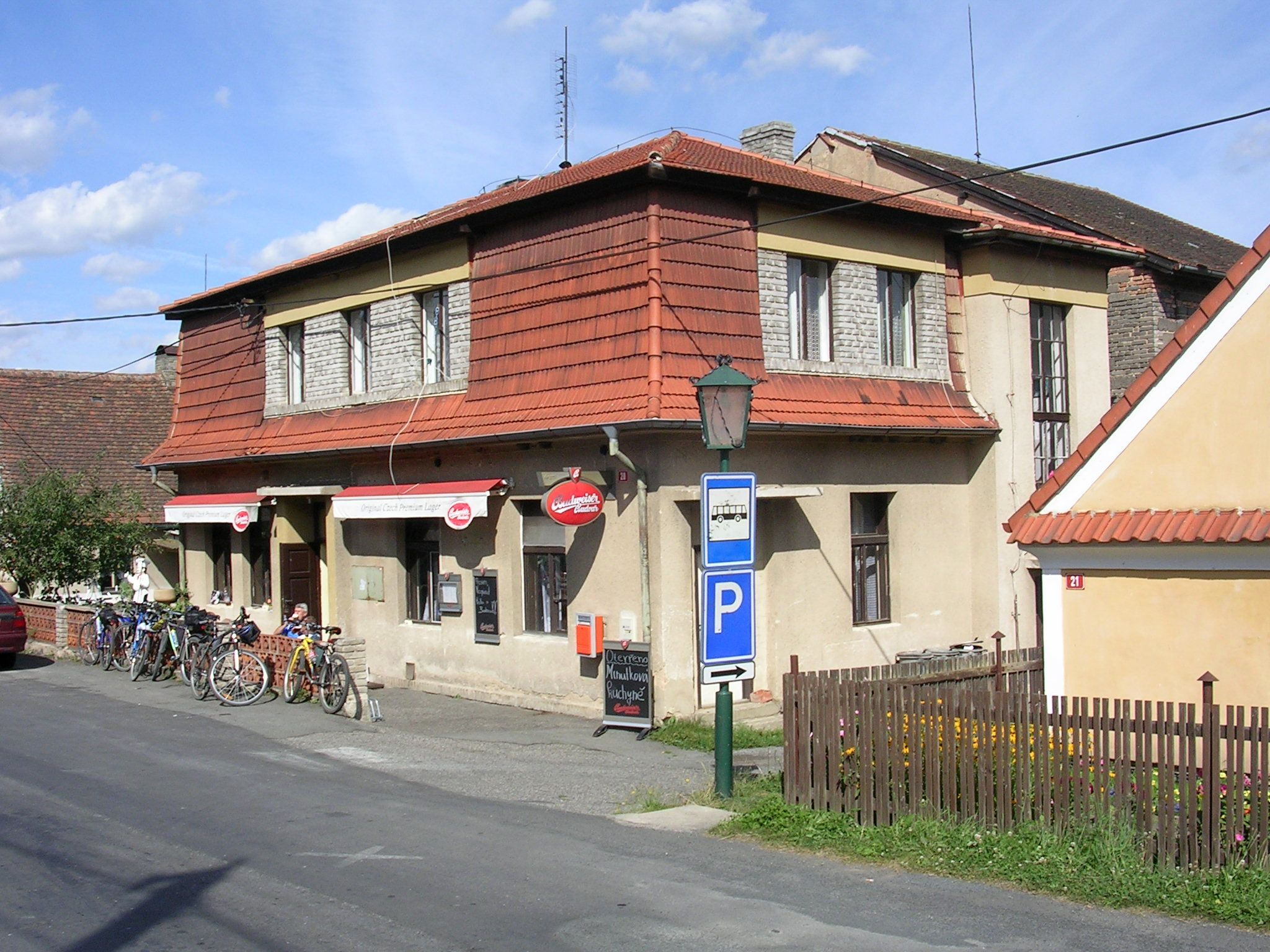
Restaurant in Karlova Ves
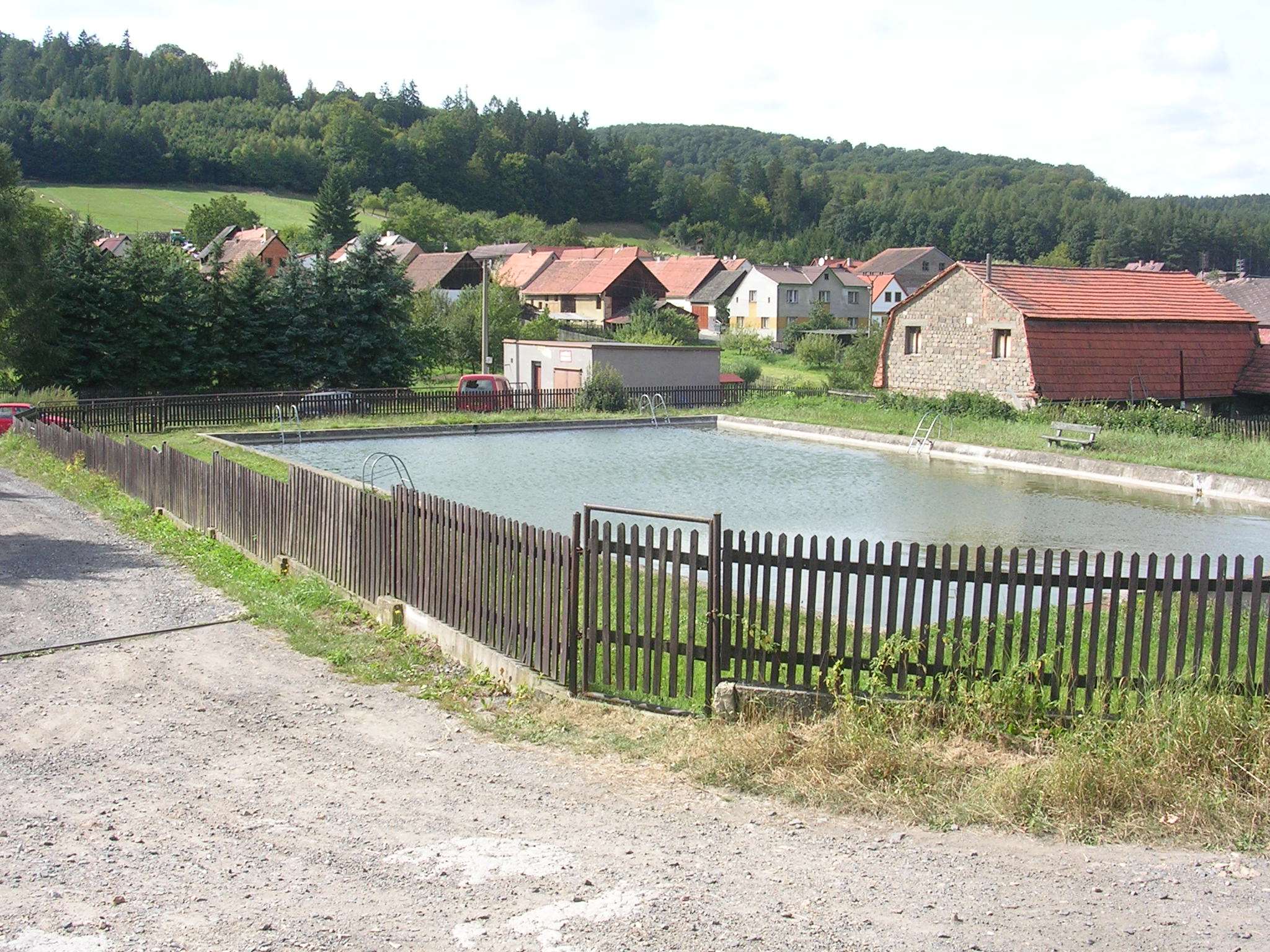
Brandweerreservoir in Karlova Ves
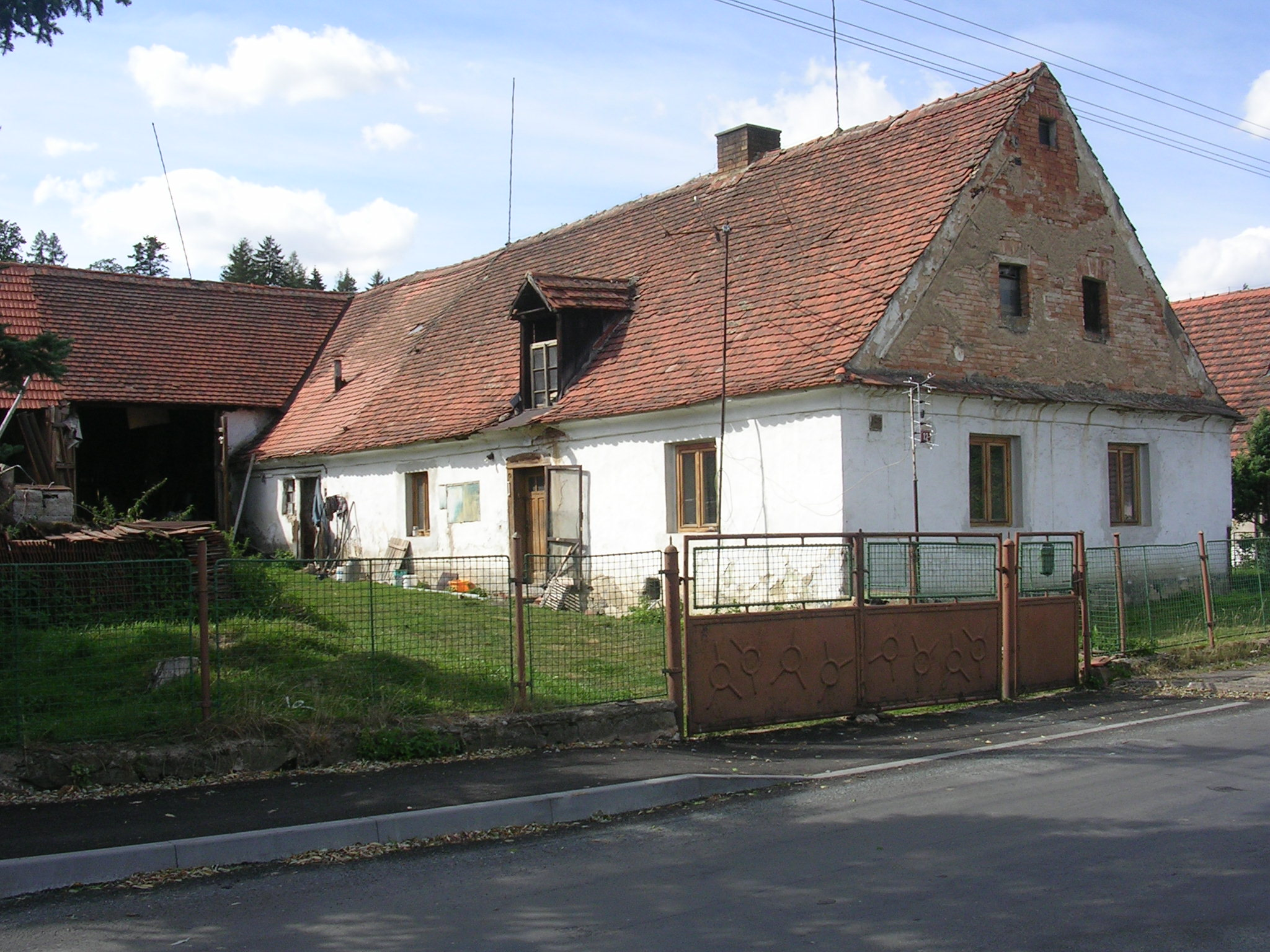
Oude boerderij in Karlova Ves
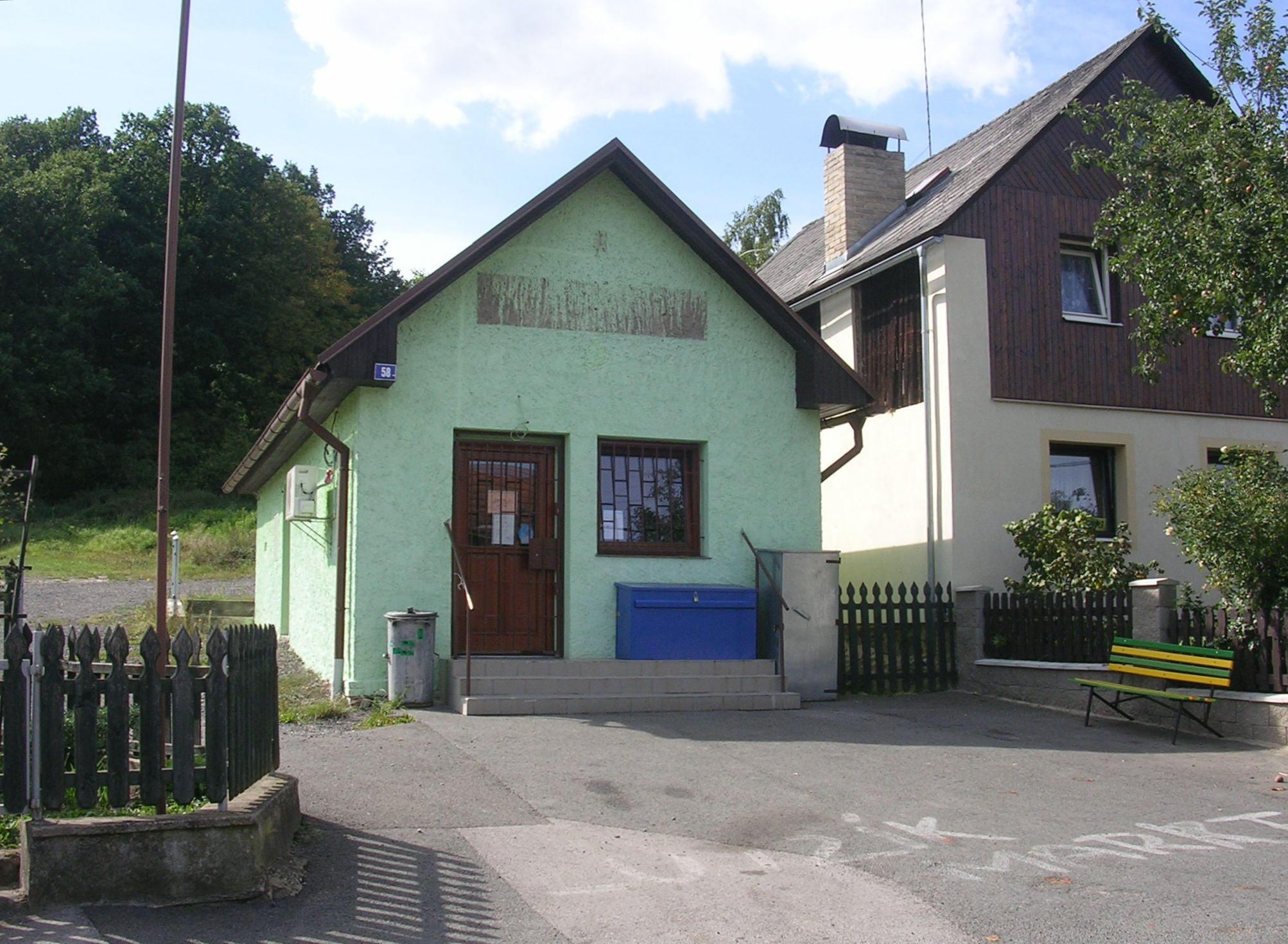
Buurtwinkel in Karlova Ves